# カルダデウ
カルダデウ（カタルーニャ語: Cardedeu、カタルーニャ語発音: [ˌkaɾðəˈðɛw]）は、スペイン・カタルーニャ州バルセロナ県にあるムニシピオ（基礎自治体）。
中小企業による工業が主な産業であるが、園芸や農業も盛んである。

## 人口
| カルダデウの人口推移 1842－2021                         |
|                                                         |
| 出典:INE（スペイン国立統計局）1900年 - 1991年、1996年 - |

1960年代以降から人口の流入が始まり、転入者の多くは県都バルセロナへ出勤しているため、カルダデウはベッドタウンとしての顔も持つ。